# A Garland of Red
A Garland of Red — дебютний студійний альбом американського джазового піаніста Реда Гарленда, випущений у 1957 році лейблом Prestige.

## Про альбом
Свій дебютний сольний альбом піаніст Ред Гарленд (на той момент вже рік як учасник квінтету Майлза Девіса) записав у віці 33 років на лейблі Prestige Records. Альбом був записаний в складі тріо, до якого увійшли контрабасист Пол Чемберс (також член гурту Майлза Девіса) і ударник Арт Тейлор. Запис відбувся 17 серпня 1956 року на студії Van Gelder Studio в Гекенсеку, Нью-Джерсі.
Серед композицій 6 джазових стандартів, а також «Constellation» Чарлі Паркера та власна «Blue Red».

## Список композицій
1. «A Foggy Day» (Джордж Гершвін, Айра Гершвін) — 4:51
2. «My Romance» (Лоренц Гарт, Річард Роджерс) — 6:51
3. «What Is This Thing Called Love?» (Коул Портер) — 4:53
4. «Makin' Whoopee» (Волтер Дональдсон, Гас Кан) — 4:15
5. «September in the Rain» (Ел Дубін, Гаррі Воррен) — 4:48
6. «Little Girl Blue» (Лоренц Гарт, Річард Роджерс) — 5:07
7. «Constellation» (Чарлі Паркер) — 3:31
8. «Blue Red» (Ред Гарленд) — 7:38

## Учасники запису
- Ред Гарленд — фортепіано
- Пол Чемберс — контрабас
- Арт Тейлор — ударні

Технічний персонал
- Боб Вейнсток — продюсер
- Руді Ван Гелдер — інженер
- Геннан — дизайн
- Есмонд Едвардс — фотографія
- Айра Гітлер — текст